# Kanton Cordes-sur-Ciel
Kanton Cordes-sur-Ciel (francouzsky Canton de Cordes-sur-Ciel) je francouzský kanton v departementu Tarn v regionu Midi-Pyrénées. Tvoří ho 17 obcí.

## Obce kantonu
- Amarens
- Bournazel
- Cordes-sur-Ciel
- Donnazac
- Frausseilles
- Labarthe-Bleys
- Lacapelle-Ségalar
- Les Cabannes
- Livers-Cazelles
- Loubers
- Mouzieys-Panens
- Noailles
- Saint-Marcel-Campes
- Saint-Martin-Laguépie
- Souel
- Tonnac
- Vindrac-Alayrac